# Estancia (Iloilo)
Pour les articles homonymes, voir Estancia (homonymie).
Estancia est une municipalité de 4e classe de la province d'Iloilo, aux Philippines. Elle comptait 35 842 habitants lors du recensement de 2000 et 39 479 au 1er août 2007.
Estancia est située dans la partie nord de la province d'Iloilo, à environ 135 km de la capitale de la province Iloilo.

## Histoire
Estancia était à l'origine un ranch appartenant à un riche Espagnol nommé Rodrigo qui s'était marié avec une femme autochtone. 

## Économie
Estancia n'est pas réputée pour ses produits agricoles, ni pour l'élevage, mais plutôt pour ses impressionnantes ressources maritimes. Elle possède un port de pêche, l'un des plus importants du nord de la région Visayas, un secteur bancaire développé, un hôpital et des hôtels. Elle est équipée pour recevoir la télévision par câble.
Estancia est connue dans toutes les Philippines comme un centre de pêche commerciale, si bien qu'on l'a surnommée l' « Alaska des Philippines » en raison de ses abondantes ressources marines. La raison en est qu'Estancia est située dans le « triangle de la mer de Visayas », un triangle imaginaire qui couvre les provinces d'Iloilo, Negros, Cebu, Samar et Masbate. Ce « triangle » est lui-même une partie du « triangle Sulu-Sulawesi » de la mer de Sulu, proche de l'Indonésie, où une grande concentration d'organismes marins associée à des conditions climatiques particulières ont permis le développement d'un écosystème marin exceptionnel. De nombreuses espèces sont exploitées dans les eaux d'Estancia, comme  le maquereau, le barracuda, la sardine, le mérou, la seiche, les crevettes, les coquillages, des algues et bien d'autres encore.
Les méthodes utilisées sont essentiellement la senne tournante, le chalutage et les filets maillant, qui sont particulièrement bien adaptées pour les eaux relativement peu profondes (60 brasses) de la mer de Visayas.
Toutefois, au cours des dernières années, la pollution, une énorme surpêche et des pratiques de pêche irresponsables ont lentement diminué la ressource. Les stocks de poissons, jusqu'alors abondants, d'Estancia, ont fortement diminué et maintenant, des problèmes tels que la diminution des captures et les aléas climatiques commencent à apparaître.
Ces facteurs ont suscité une prise de conscience, à la fois du gouvernement philippin et des professionnels du secteur, ainsi que le secteur privé. Un récif artificiel a été mis en place au large de Brgy Paon pour tenter de fournir un refuge aux jeunes poissons, dans l'espoir de repeupler ces eaux autrefois très poissonneuses.

## Barangays
Estancia est divisé administrativement en 25 barangays.
- Lumbia (Ana Cuenca)
- Bayas (Bayas Island)
- Bayuyan
- Botongon
- Bulaqueña
- Calapdan
- Cano-an
- Daan Banua
- Daculan
- Gogo
- Jolog
- Loguingot (Loguingot Island)
- Malbog
- Manipulon
- Pa-on
- Pani-an
- Poblacion Zone 1
- Lonoy (Roman Mosqueda)
- San Roque
- Santa Ana
- Tabu-an
- Tacbuyan
- Tanza
- Poblacion Zone II
- Poblacion Zone III